# Charly Schulz
Karl-Heinz „Charly“ Schulz (* 21. Dezember 1955 in Freiburg im Breisgau) ist ein ehemaliger deutscher Fußballspieler. Insgesamt bestritt er von 1977 bis 1991 in der 2. Bundesliga 463 Spiele für den Freiburger FC und den SC Freiburg und erzielte dabei 47 Tore. „Charly“ Schulz ist der Rekordhalter bei den Einsätzen in der 2. Bundesliga für beide Freiburger Vereine.

## Laufbahn

### Wechsel zum Freiburger FC, 1974
Im Sommer 1974 wechselte der 18-jährige Karl-Heinz Schulz vom SV Kappel zum gerade in die 1. Amateurliga Südbaden abgestiegenen Traditionsverein Freiburger FC. Im dritten Jahr – Saison 1976/77 – gelang dem FFC mit dem neuen Trainer Georg Gawliczek der Aufstieg in die 2. Bundesliga.  „Charly“ Schulz entwickelte sich an der Seite der spielerisch dominierenden Karl-Heinz Bente und Hans Ettmayer zu einem festen Bestandteil des Freiburger Mittelfeldspieles durch seinen Einsatz und immer präsenten Siegeswillen. Nachdem mit Trainer Bernd Hoss und dem neuen Torschützen Paul Linz in der Saison 1980/81 der zehnte Tabellenplatz zustande kam – Schulz war in 34 Einsätzen elfmal als Torschütze erfolgreich gewesen – folgte in der Runde 1981/82 als 19. der 2. Liga der überraschende Abstieg in das Amateurlager. Unter den Trainern Horst Heese und Siegfried Melzig hatte „Charly“ Schulz dabei 35 Spiele mit drei Toren absolviert. Insgesamt bestritt er für den Freiburger FC von 1977 bis 1982 in der 2. Bundesliga 176 Spiele und erzielte dabei 27 Tore. Zur Runde 1982/83 schloss sich Schulz dem Lokalrivalen SC Freiburg an und wechselte vom Mösle- in das Dreisamstadion.

### SC Freiburg, 1982 bis 1991
Im ersten Jahr beim Sportclub – 1982/83 – kam Schulz unter Trainer Werner Olk zusammen mit seinen neuen Mannschaftskameraden Reinhard Binder, Joachim Löw, Günther Wienhold und Karl-Heinz Wöhrlin auf den achten Tabellenplatz in der 2. Fußball-Bundesliga. „Charly“ gehörte mit 35 Einsätzen und vier Toren zu den Leistungsträgern des Teams von Präsident Achim Stocker. Nach zwei weiteren Runden in diesem Tabellenbereich ging es 1985/86 auf Rang 16. in der Tabelle nach unten, und der Klassenerhalt konnte nur mit einem personellen Kraftakt in der Schlussphase  – Trainer der Runde: Anton Rudinski; Josef Becker; Horst Rettenberger mit Horst Zick – in der sportlichen Führung mit dem Duo Rettenberger/Zick bewerkstelligt werden. Danach erlebte Karl-Heinz Schulz die Arbeitsweise der Trainer Jörg Berger, Fritz Fuchs, Uwe Ehret, Lorenz-Günther Köstner, Bernd Hoss und Eckhard Krautzun, bis er nach der Saison 1990/91 – der Senior war nochmals in 33 Spielen für den SC aufgelaufen – seine Karriere in der 2. Fußball-Bundesliga beendete. Von 1982 bis 1991 hatte Schulz für den SC Freiburg 287 Spiele mit 20 Toren absolviert. Am 16. Juni 1991 bestritt die Freiburger-Fußballgröße mit 35 Jahren in Oldenburg ihr letztes Spiel in der 2. Liga beim 2:2-Unentschieden gegen den VfB Oldenburg. Mitspieler in seiner letzten Runde 1990/91 beim SC Freiburg waren unter anderem: Martin Braun, Oliver Schäfer, Uwe Spies, Andreas Zeyer, Michael Zeyer.

### Ausklang
Zur Runde 1991/92 wechselte Schulz wieder zum Freiburger FC zurück (FFC), der gerade aus der Verbandsliga wieder in die Amateuroberliga Baden-Württemberg aufgestiegen war. Mit dem Altmeister erlebte der Routinier in den Jahren 1992 und 1993 nochmals den Einzug in den DFB-Pokal und dabei am 25. September 1991 das Spiel gegen den VfB Stuttgart im Möslestadion vor 12.500 Zuschauern. Nach der Runde 1992/93 beendete „Charly“ Schulz seine Spielerkarriere. Später half er noch als Interims- und Co-Trainer beim Freiburger FC aus.
Schulz war zwar nie der Typ des technisch brillierenden Spielgestalters, aber als unermüdlich arbeitender Mittelfeldkämpfer mit Siegesmentalität brachte er es in den vielen Jahren seiner Laufbahn in Freiburg zu dem Status einer lokalen Fußballgröße, die den Bezug zu den Fans, Verein und Heimat nie verloren hatte. Im März 2009 übernahm er mit seinem früheren Fußballkollegen Reinhard „Bimbo“ Binder ein Vorstandsamt beim Freiburger FC. Das Amt des 2. Vorsitzenden übte er bis Juli 2010 aus. Schulz ist noch in der Traditionsmannschaft des SC Freiburg aktiv.